# Fissidens prionocheilos
Fissidens prionocheilos là một loài Rêu trong họ Fissidentaceae. Loài này được Müll. Hal. mô tả khoa học đầu tiên năm 1879.